# Matinera gorjatacada
La matinera gorjatacada (Pellorneum albiventre) és un ocell de la família dels pel·lorneids (Pellorneidae).

## Hàbitat i distribució
Habita garrigues, praderies i bosquets de bambú als turons del nord-est de l'Índia des de Bhutan cap a l'est fins Arunachal Pradesh i, més cap al sud, al sud-est de Bangladesh, Manipur i Nagaland, Myanmar (excepte el centre), nord-oest de Tailàndia, Laos i nord i centre del Vietnam a Tonquín i Annam.